# Syllitus uniformis
Syllitus uniformis là một loài bọ cánh cứng trong họ Cerambycidae.